# 명정천
명정천(明亭川)은 울산광역시 중구 태화동의 태화저수지에서 발원하여 남류하다가 태화강으로 흘러드는 하천으로, 일부 구간이 복개되었다. 이 하천은 울산혁신도시 공사부지를 통과하는데, 2009-2010년 공사 여파로 오염되고 하천 생태계가 일부분 파괴되었다. 2010년 6월 9일에는 이 강에 흰뺨검둥오리가 방류되었다.